# Belgische gemeenteraadsverkiezingen 2006/Voeren
Dit artikel behandelt de gemeenteraadsverkiezingen die ook in Voeren plaatsvonden ter gelegenheid van de Belgische gemeenteraadsverkiezingen van 2006. Er waren in 2006, net zoals bij de vorige vier verkiezingen, vijftien zetels te verdelen.

## Resultaten
| Plaats | Naam                          | Voorkeurstemmen | Verkozen? |
| ------ | ----------------------------- | --------------- | --------- |
| 1      | Huub Broers                   | 1268            | Ja        |
| 15     | Jacky Herens                  | 901             | Ja        |
| 3      | Jean Duijsens                 | 627             | Ja        |
| 5      | William Nyssen                | 559             | Ja        |
| 14     | Victor Walpot                 | 459             | Ja        |
| 2      | Anne-Mie Palmans-Casier       | 430             | Ja        |
| 13     | Erik Aussems                  | 422             | Ja        |
| 8      | Marina Heusschen-Slootmaekers | 399             | Ja        |
| 4      | Sandra Segers                 | 346             | Ja        |
| 10     | Richard Peerboom              | 303             | Neen      |
| 6      | Shanti Huynen                 | 302             | Neen      |
| 9      | Emiel Lemmene                 | 290             | Neen      |
| 11     | Lutgart Demollin              | 233             | Neen      |
| 12     | Marlène Alleleijn             | 214             | Neen      |
| 7      | Esther Saris                  | 184             | Neen      |

| Plaats | Naam                 | Voorkeurstemmen | Verkozen? |
| ------ | -------------------- | --------------- | --------- |
| 1      | José Smeets          | 815             | Ja        |
| 3      | Benoît Houbiers      | 517             | Ja        |
| 7      | Jean Levaux          | 511             | Ja        |
| 5      | Grégory Happart      | 427             | Ja        |
| 15     | Nico Droeven         | 423             | Ja        |
| 8      | Marie-Noëlle Curvers | 416             | Ja        |
| 13     | Pierre Beckers       | 297             | Neen      |
| 11     | Renaud Wijnants      | 273             | Neen      |
| 9      | Michael Henen        | 259             | Neen      |
| 2      | Vanessa Tassin       | 258             | Neen      |
| 6      | Viviane Tossings     | 204             | Neen      |
| 14     | Audrey Mawet         | 200             | Neen      |
| 12     | Marie-Lou Kerff      | 199             | Neen      |
| 10     | Carine Ory           | 188             | Neen      |
| 4      | Mireille Grandchamps | 186             | Neen      |